# اريك كارلبيرج
اريك كارلبيرج (بالسويدية: Eric Carlberg)‏ هو مبارز بالسيف سويدي، ولد في 5 أبريل 1880 في كارلسكرونا في السويد، وتوفي في 14 أغسطس 1963 في ستوكهولم في السويد.

## وصلات خارجية
- اريك كارلبيرج على موقع الاتحاد الدولي (الإنجليزية)
- اريك كارلبيرج على موقع اللجنة الأولمبية الدولية (الإنجليزية)
- اريك كارلبيرج على موقع أوليمبيديا (الإنجليزية)
- اريك كارلبيرج على موقع اللجنة الأولمبية السويدية (السويدية)